# Pallavolo ai XVIII Giochi dei piccoli stati d'Europa - Torneo maschile
Il torneo maschile di pallavolo ai XVIII Giochi dei piccoli stati d'Europa si è svolto dal 28 maggio al 1º giugno 2019 a Budua, in Montenegro, durante i XVIII Giochi dei piccoli stati d'Europa: al torneo hanno partecipato sei squadre nazionali europee di stati con meno di un milione di abitanti e la vittoria finale è andata per la seconda volta al Montenegro.

## Impianti
|                                                                          |  |  |
|                                                                          |  |  |
| Mediteranski sportski centar Città: Budua Capienza: - Anno d'apertura: - |  |  |

## Regolamento

### Formula
Le squadre hanno disputato un'unica fase con formula del girone all'italiana.

### Criteri di classifica
Se il risultato finale è stato di 3-0 o 3-1 sono stati assegnati 3 punti alla squadra vincente e 0 a quella sconfitta, se il risultato finale è stato di 3-2 sono stati assegnati 2 punti alla squadra vincente e 1 a quella sconfitta.
L'ordine del posizionamento in classifica è stato definito in base a:
- Numero di partite vinte;
- Punti;
- Ratio dei set vinti/persi;
- Ratio dei punti realizzati/subiti;
- Risultati degli scontri diretti.

## Squadre partecipanti
| Squadra     | Qualificazione      | Ultima partecipazione |
| ----------- | ------------------- | --------------------- |
| Cipro       | -                   | San Marino 2017       |
| Islanda     | -                   | San Marino 2017       |
| Lussemburgo | -                   | San Marino 2017       |
| Monaco      | -                   | San Marino 2017       |
| Montenegro  | Paese organizzatore | Liechtenstein 2011    |
| San Marino  | -                   | San Marino 2017       |

## Torneo

### Risultati
| 28 maggio 2019 Mediteranski sportski centar, Budua Durata: ? - Spettatori: ? | Montenegro  | 3 - 1 | Islanda     | 23-25, 25-20, 25-21, 25-14        |
| 28 maggio 2019 Mediteranski sportski centar, Budua Durata: ? - Spettatori: ? | Lussemburgo | 3 - 1 | Monaco      | 25-16, 25-23, 20-25, 25-21        |
| 28 maggio 2019 Mediteranski sportski centar, Budua Durata: ? - Spettatori: ? | Cipro       | 3 - 0 | San Marino  | 25-22, 26-24, 25-19               |
| 29 maggio 2019 Mediteranski sportski centar, Budua Durata: ? - Spettatori: ? | Islanda     | 1 - 3 | San Marino  | 25-21, 19-25, 21-25, 20-25        |
| 29 maggio 2019 Mediteranski sportski centar, Budua Durata: ? - Spettatori: ? | Monaco      | 0 - 3 | Cipro       | 20-25, 18-25, 19-25               |
| 29 maggio 2019 Mediteranski sportski centar, Budua Durata: ? - Spettatori: ? | Montenegro  | 3 - 0 | Lussemburgo | 25-13, 26-24, 25-21               |
| 30 maggio 2019 Mediteranski sportski centar, Budua Durata: ? - Spettatori: ? | Lussemburgo | 3 - 1 | Islanda     | 25-16, 24-26, 25-17, 25-17        |
| 30 maggio 2019 Mediteranski sportski centar, Budua Durata: ? - Spettatori: ? | Cipro       | 1 - 3 | Montenegro  | 13-25, 25-18, 17-25, 23-25        |
| 30 maggio 2019 Mediteranski sportski centar, Budua Durata: ? - Spettatori: ? | San Marino  | 3 - 2 | Monaco      | 25-19, 22-25, 26-24, 22-25, 15-11 |
| 31 maggio 2019 Mediteranski sportski centar, Budua Durata: ? - Spettatori: ? | Islanda     | 1 - 3 | Monaco      | 25-15, 16-25, 21-25, 22-25        |
| 31 maggio 2019 Mediteranski sportski centar, Budua Durata: ? - Spettatori: ? | Montenegro  | 3 - 0 | San Marino  | 25-18, 25-18, 25-16               |
| 31 maggio 2019 Mediteranski sportski centar, Budua Durata: ? - Spettatori: ? | Lussemburgo | 1 - 3 | Cipro       | 27-25, 21-25, 20-25, 22-25        |
| 1º giugno 2019 Mediteranski sportski centar, Budua Durata: ? - Spettatori: ? | Monaco      | 0 - 3 | Montenegro  | 25-27, 22-25, 20-25               |
| 1º giugno 2019 Mediteranski sportski centar, Budua Durata: ? - Spettatori: ? | Cipro       | 3 - 0 | Islanda     | 25-15, 25-13, 25-16               |
| 1º giugno 2019 Mediteranski sportski centar, Budua Durata: ? - Spettatori: ? | San Marino  | 0 - 3 | Lussemburgo | 19-25, 11-25, 17-25               |

### Classifica
| Pos | Squadra     | Pt | G | V | P | SV | SP | Ratio | PF  | PS  | Ratio |
| --- | ----------- | -- | - | - | - | -- | -- | ----- | --- | --- | ----- |
| 1   | Montenegro  | 15 | 5 | 5 | 0 | 15 | 2  | 7,500 | 419 | 335 | 1,251 |
| 2   | Cipro       | 12 | 5 | 4 | 1 | 13 | 4  | 3,250 | 404 | 349 | 1,158 |
| 3   | Lussemburgo | 9  | 5 | 3 | 2 | 10 | 8  | 1,250 | 417 | 384 | 1,086 |
| 4   | San Marino  | 5  | 5 | 2 | 3 | 6  | 12 | 0,500 | 370 | 415 | 0,892 |
| 5   | Monaco      | 4  | 5 | 1 | 4 | 6  | 13 | 0,462 | 403 | 441 | 0,914 |
| 5   | Islanda     | 0  | 5 | 0 | 5 | 4  | 15 | 0,267 | 369 | 458 | 0,806 |

## Podio

### Campione
Formazione: 1 Aleksandar Minić, 2 Nemanja Peruničić, 3 Luka Babić, 4 Gojko Ćuk, 5 Rajko Strugar, 7 Nikola Radonić, 8 Nikola Lakčević, 9 Milutin Pavićević, 10 Ivan Zvicer, 11 Božidar Ćuk, 14 Jovan Delić, 16 Marko Vukašinović, 17 Ivan Ječmenica, 18 Blažo Milić, CT: Veljko Bašić

### Secondo posto
Formazione: 1 Marios Stroukarevits, 2 Augoustinos Savvidīs, 4 Panagiotis Chrysostomou, 5 Andreas Chrysostomou, 6 Dimitris Apostolou, 7 Gabriel Georgiou, 8 Konstantinos Pafitis, 9 Stefanos Charidīmou, 10 Ioannis Kontos, 11 Christos Prodromou, 12 Aggelos Alexiou, 14 Antonis Antoniou, 15 Marinos Papachristodoulou, 18 Sōtīrīs Siapanīs, CT: -

### Terzo posto
Formazione: 1 Arnaud Maroldt, 2 Olivier De Castro, 3 Mateja Gajin, 5 Maurice Van Landeghem, 6 Gilles Braas, 7 Jan Lux, 8 Anthony Schumacher, 10 Kamil Rychlicki, 11 Tim Laevaer, 14 Chris Zuidberg, 16 Philippe Glesener, 17 Max Funk, 18 Max Kiffer, 21 Janis Freidenfelds, CT: -

## Classifica finale
| Pos | Squadre     |
| --- | ----------- |
|     | Montenegro  |
|     | Cipro       |
|     | Lussemburgo |
| 4   | San Marino  |
| 5   | Monaco      |
| 6   | Islanda     |